# Indrois
Indrois – rzeka we Francji, przepływająca przez tereny departamentów Indre oraz Indre i Loara, o długości 59,5 km. Stanowi prawobrzeżny dopływ rzeki Indre, do której wpada w Azay-sur-Indre.